# Jan Laub
Jan Laub (26. května 1864 Skuteč – 31. března 1932 Praha) byl rakouský a český lékárník a politik, na počátku 20. století poslanec Českého zemského sněmu a starosta Litomyšle.

## Biografie
Vychodil gymnázium v Litomyšli, získal pak lékárnickou praxi v Žďáru na Moravě a v Hlinsku. Od roku 1884 působil jako asistent v lékárně v Uhlířských Janovicích, od roku 1885 v Ustroni. V letech 1885–1887 vystudoval farmacii na Univerzitě Karlově v Praze, kde roku 1887 získal titul magistra farmacie. Pak absolvoval vojenskou službu.
Byl veřejně a politicky aktivní. Dlouhodobě zastával úřad starosty města Litomyšle, byl též náměstkem okresního starosty, předsedou ředitelství a výboru městské spořitelny, členem ředitelství občanské záložny, předsedou kuratoria zemské odborné a zemské hospodářské školy v Litomyšli a předsedou komitétu pro výstavbu železniční trati Litomyšl – Nové Město – Velké Meziříčí. Angažoval se též v profesních organizacích. Dlouhodobě působil coby předseda Svazu československého lékárnictva a předseda Ústředí všech svazů lékárníků v ČSR. Byl zároveň starostou Gremia lékárníků bývalého kraje chrudimského. Zasedal v Zemské zdravotní radě a byl místopředsedou obchodního odboru Zemské rady živnostenské.
Na počátku století se zapojil i do zemské politiky. V doplňovacích volbách roku 1906 byl zvolen do Českého zemského sněmu v kurii městské, obvod Litomyšl, Polička. Mandát za týž obvod obhájil i v řádných volbách v roce 1908. Politicky se uvádí coby člen mladočeské strany. Kvůli obstrukcím se ovšem sněm po roce 1908 fakticky nescházel.
Zemřel v březnu 1932. Pohřeb se na přání zesnulého konal žehem v novém pražském krematoriu.